# Agnieszka Bień-Kacała
Agnieszka Bień-Kacała (ur. 1974) – polska prawnik, doktor habilitowana nauk prawnych, profesor nadzwyczajny Uniwersytetu Szczecińskiego, specjalistka w zakresie prawa konstytucyjnego.

## Życiorys
W 1998 ukończyła studia prawnicze na Wydziale Prawa i Administracji Uniwersytetu Mikołaja Kopernika w Toruniu, gdzie w 2004 na podstawie napisanej pod kierunkiem Jana Galstera rozprawy pt. Zasada władztwa daninowego w Konstytucji RP z 1997 roku otrzymała stopień naukowy doktora nauk prawnych w zakresie prawa. Tam też uzyskała w 2013 stopień doktora habilitowanego nauk prawnych w zakresie prawa, specjalność: prawo konstytucyjne.
Została profesorem nadzwyczajnym Uniwersytetu Mikołaja Kopernika w Toruniu zatrudnionym w Katedrze Prawa Konstytucyjnego na Wydziale Prawa i Administracji. Była także wykładowcą Wyższej Szkoły Biznesu w Pile.
Od 1.10.2022 r. została profesorem Uniwersytetu Szczecińskiego.